# Mirella Cortès
Pour les articles homonymes, voir Cortés.
Mirella Cortès i Gès, née le 17 août 1958, est une femme politique espagnole membre de la Gauche républicaine de Catalogne (ERC).

## Biographie

### Vie privée
Elle est mariée et mère d'un fils.

### Activités politiques
Elle est maire de Sallent de 2003 à 2007.
Le 7 janvier 2016, elle est désignée sénatrice par le Parlement de Catalogne en représentation de la Catalogne au Sénat.
Au Sénat, elle est porte-parole du groupe parlementaire de la Gauche républicaine depuis la démission de Santiago Vidal.